# Lista das cidades mais populosas da América

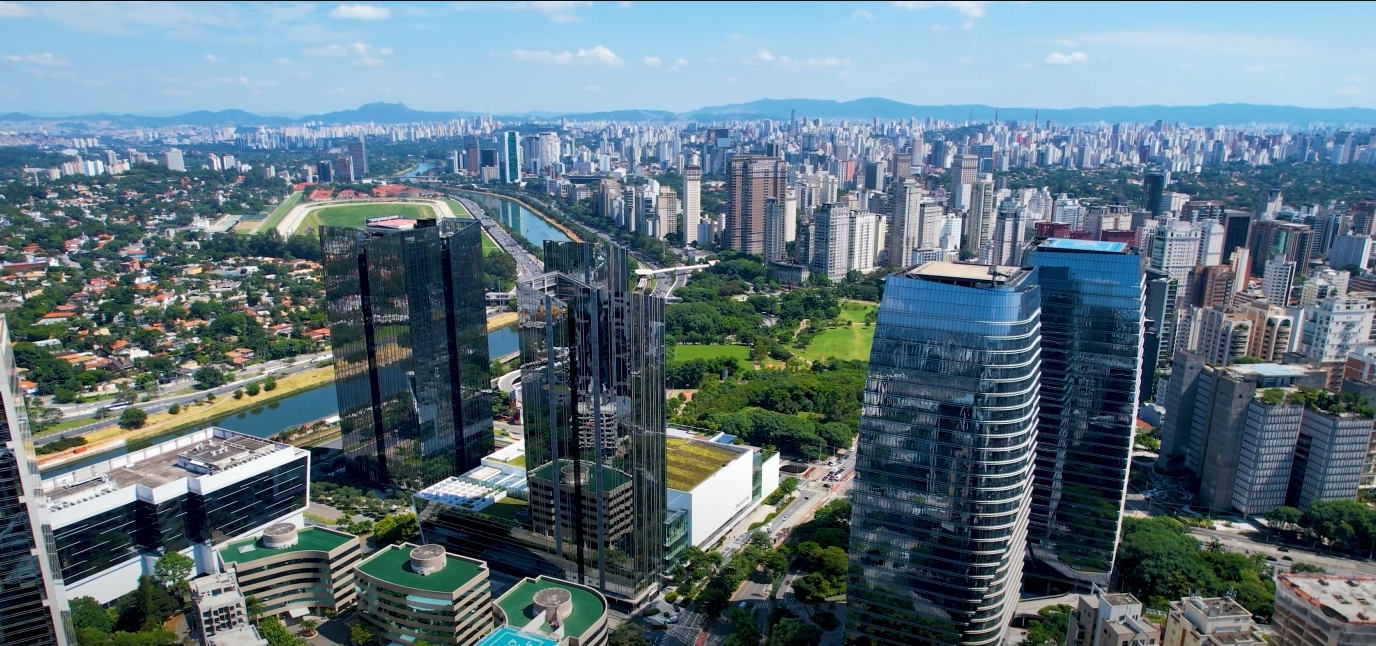
São Paulo, a cidade mais populosa da América.

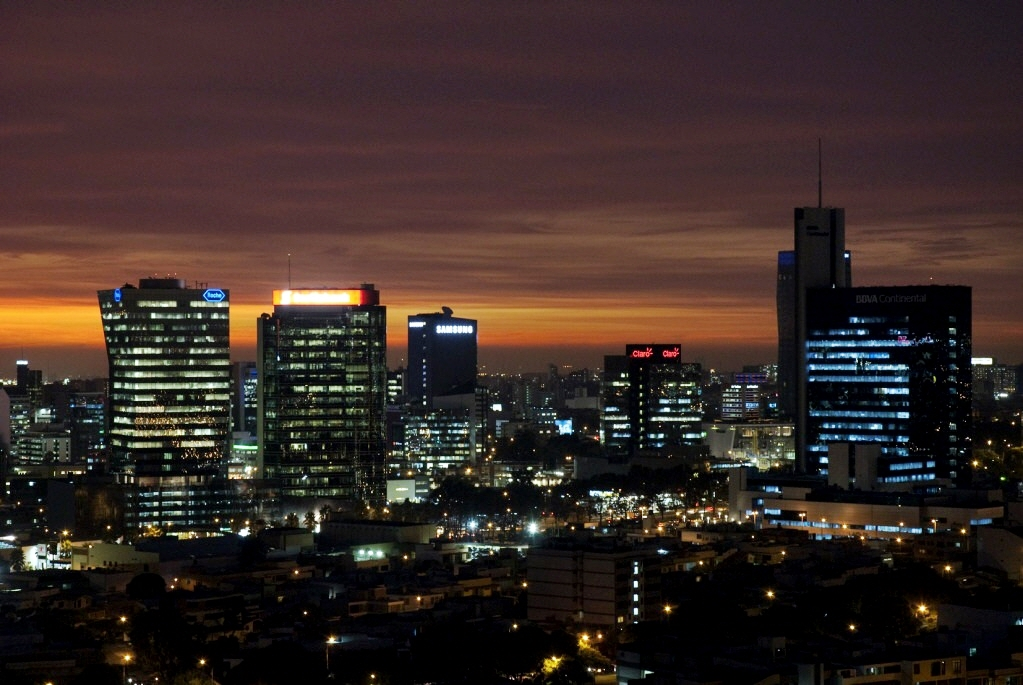
Lima, a segunda cidade mais populosa da América.

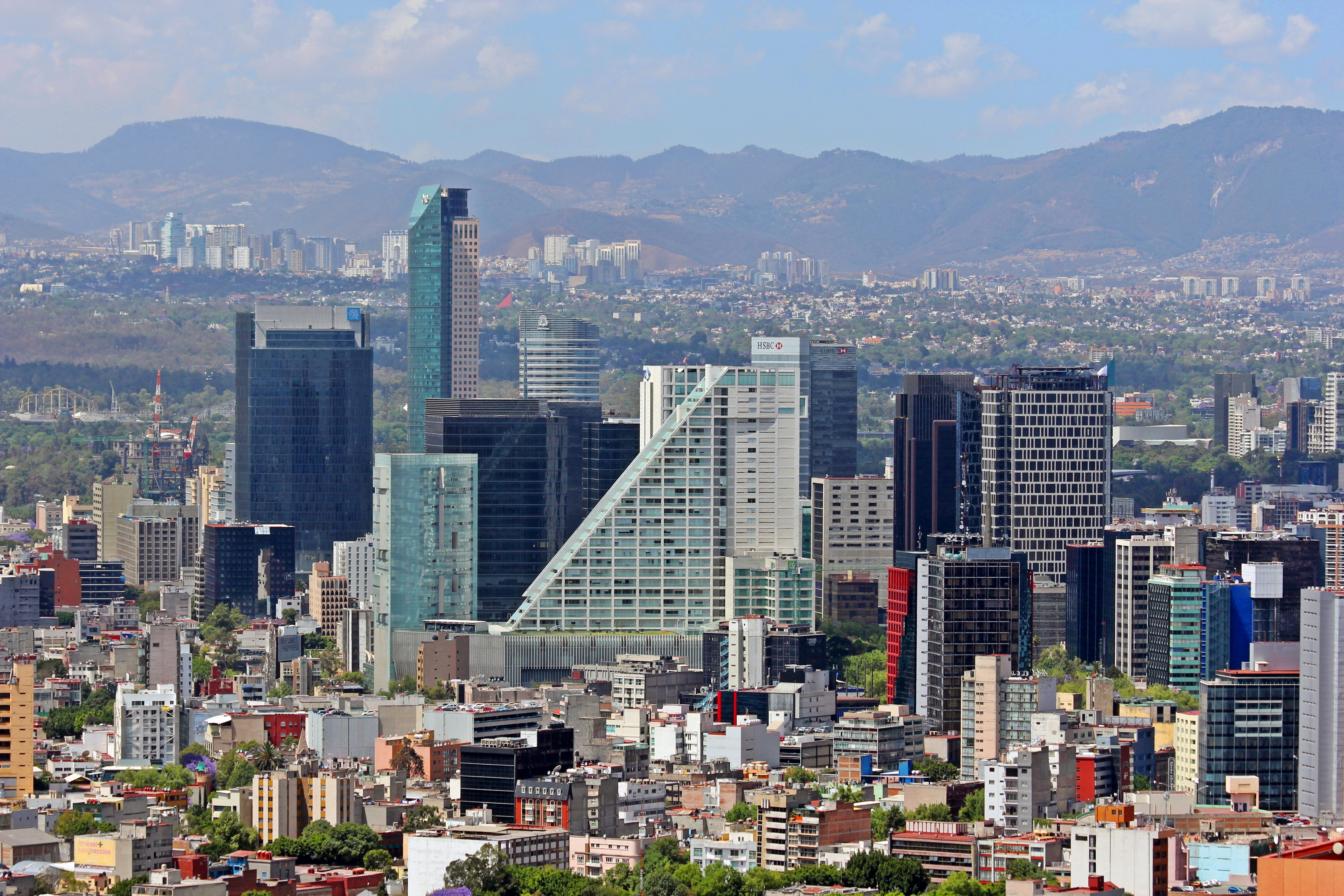
Cidade do México, a terceira cidade mais populosa da América.

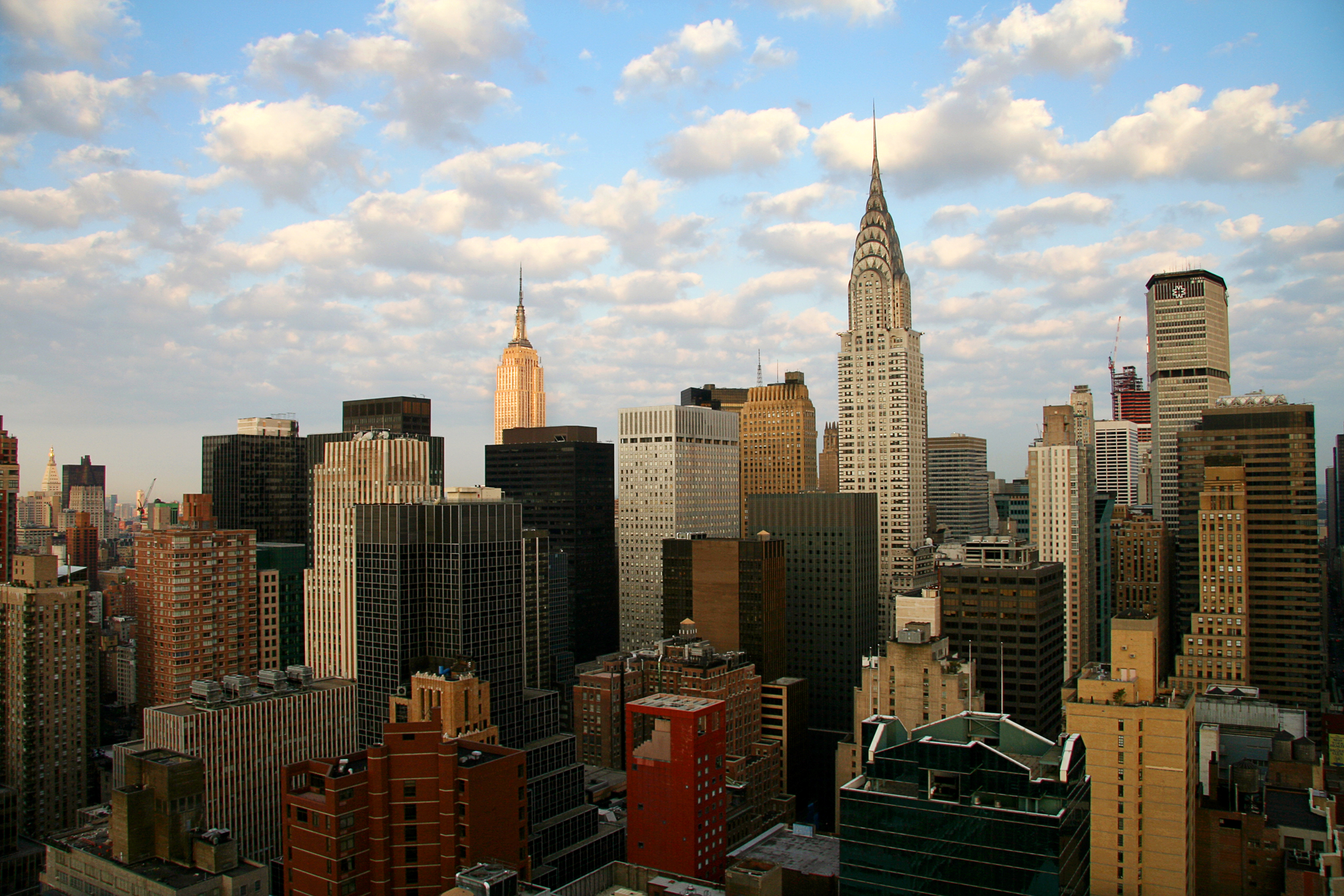
Nova Iorque, a quarta cidade mais populosa da América.

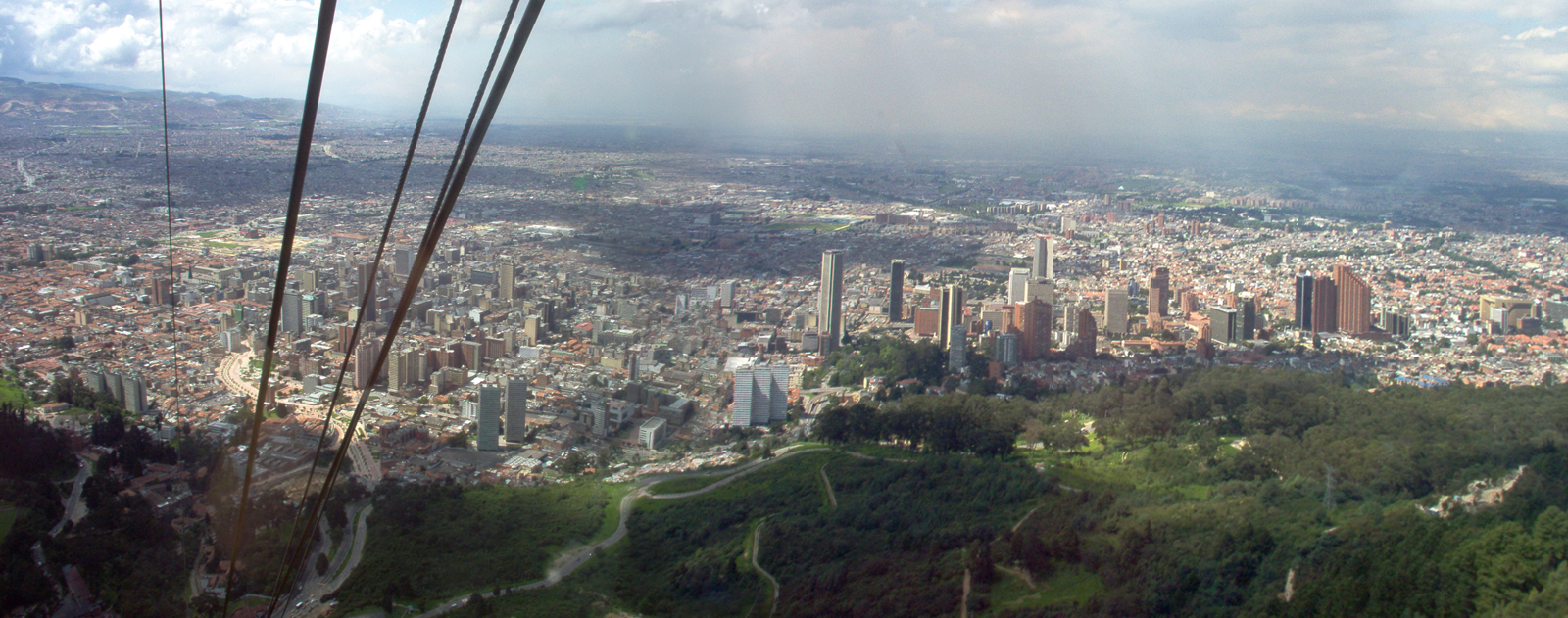
Bogotá, a quinta cidade mais populosa da América

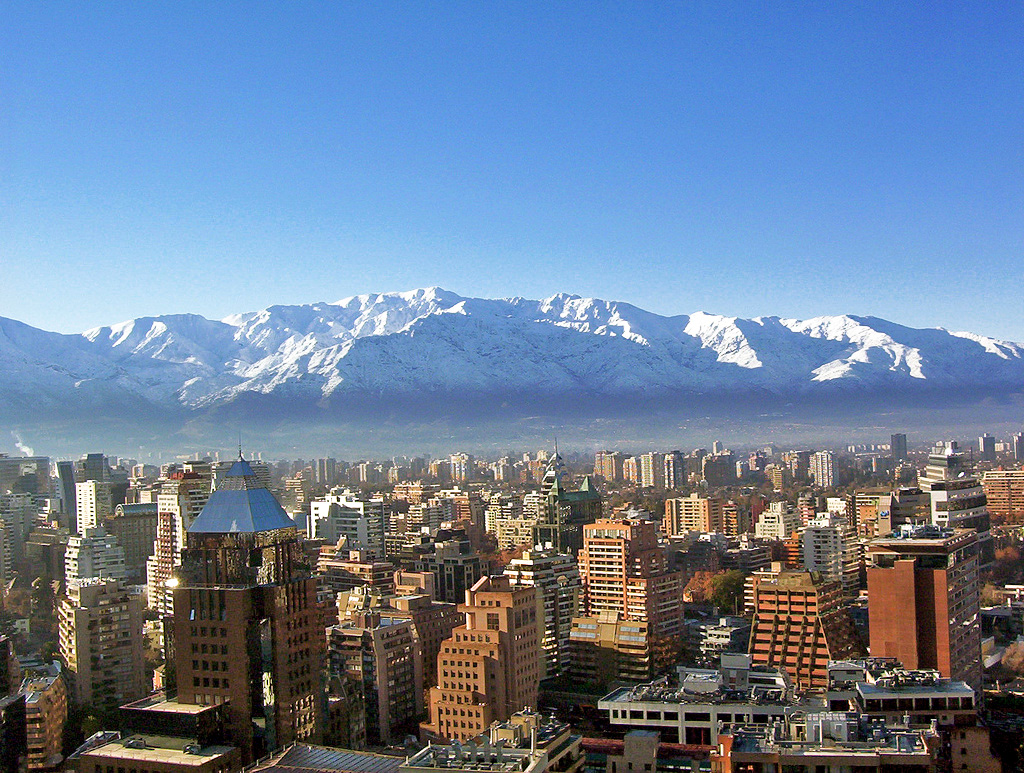
Santiago, a sexta cidade mais populosa da América.

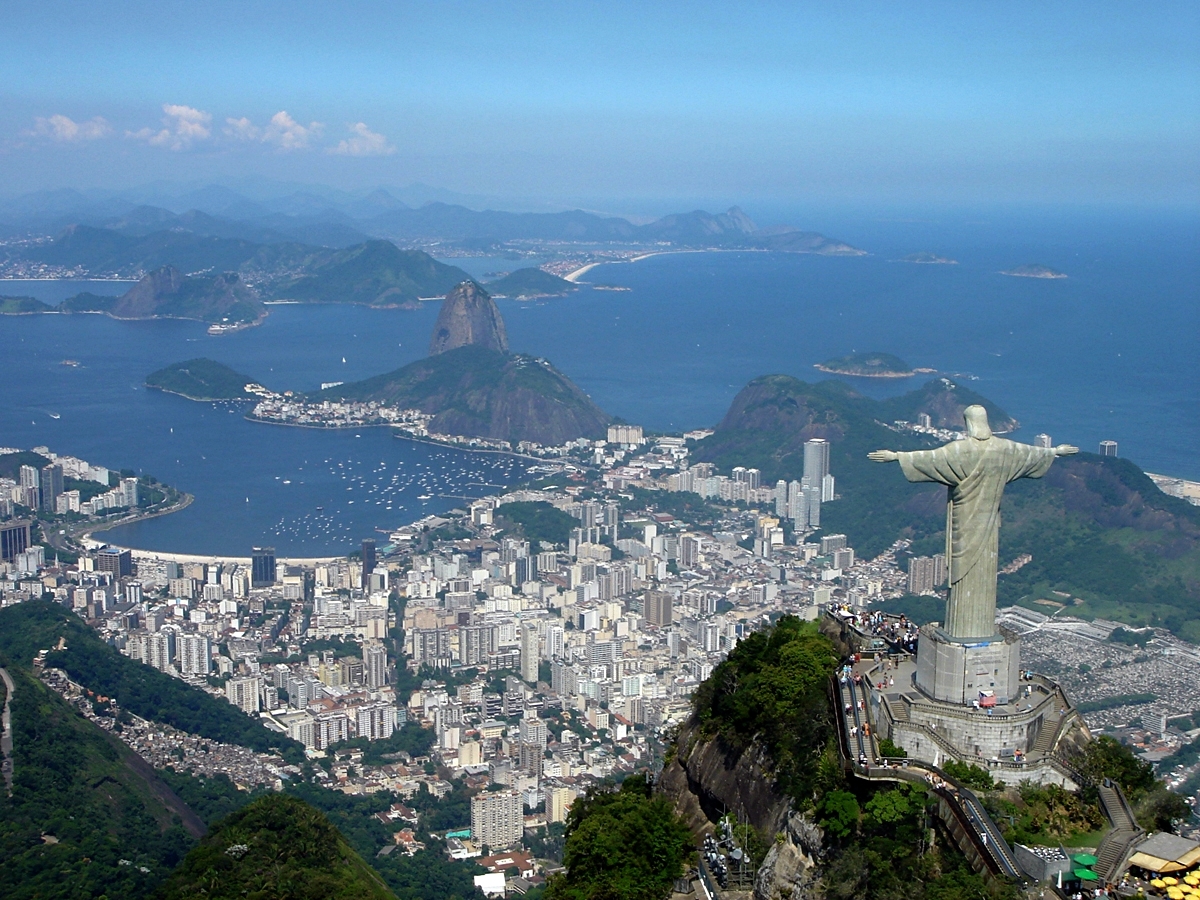
Rio de Janeiro, a sétima cidade mais populosa da América.

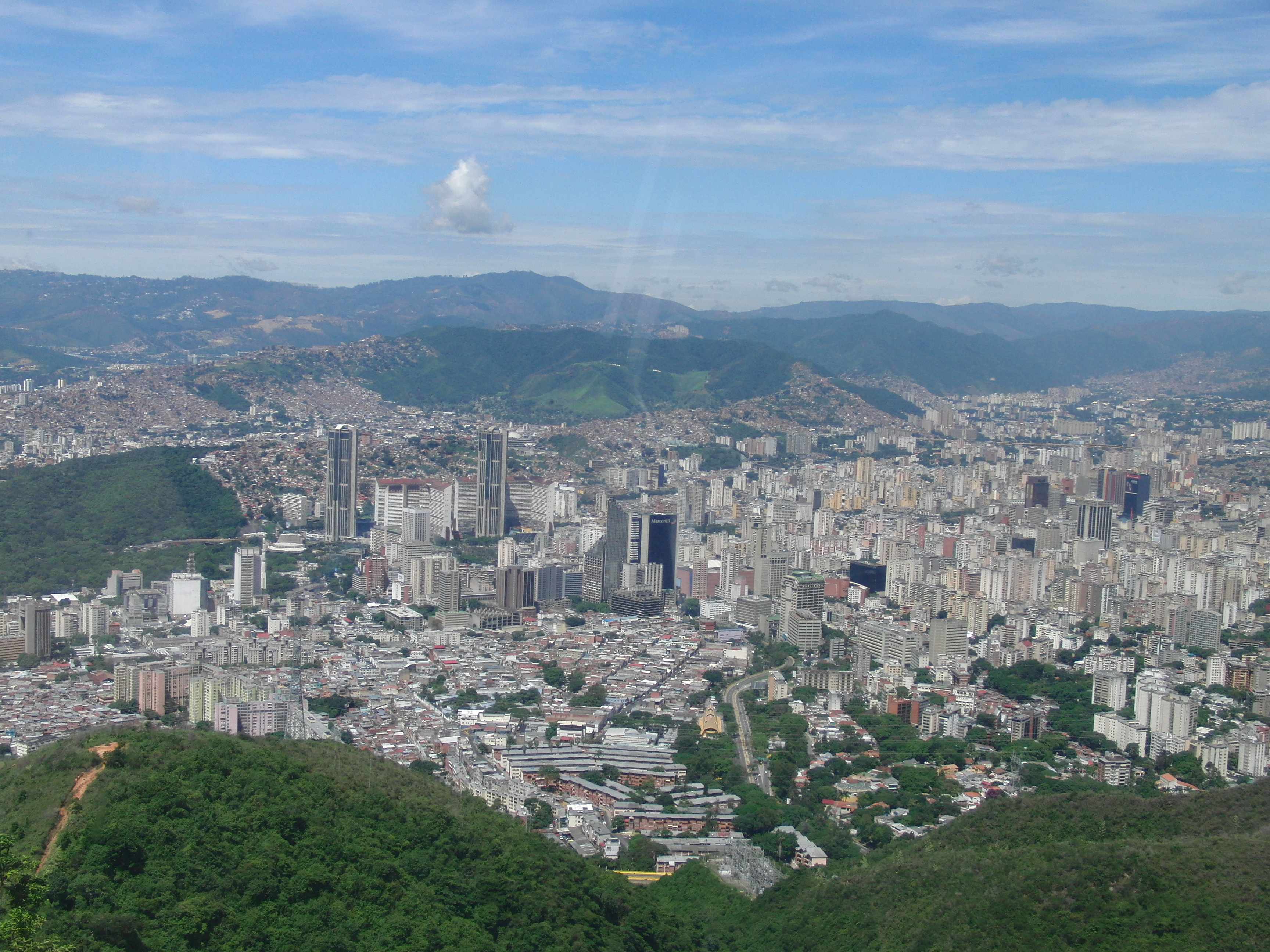
Caracas, a oitava cidade mais populosa da América.

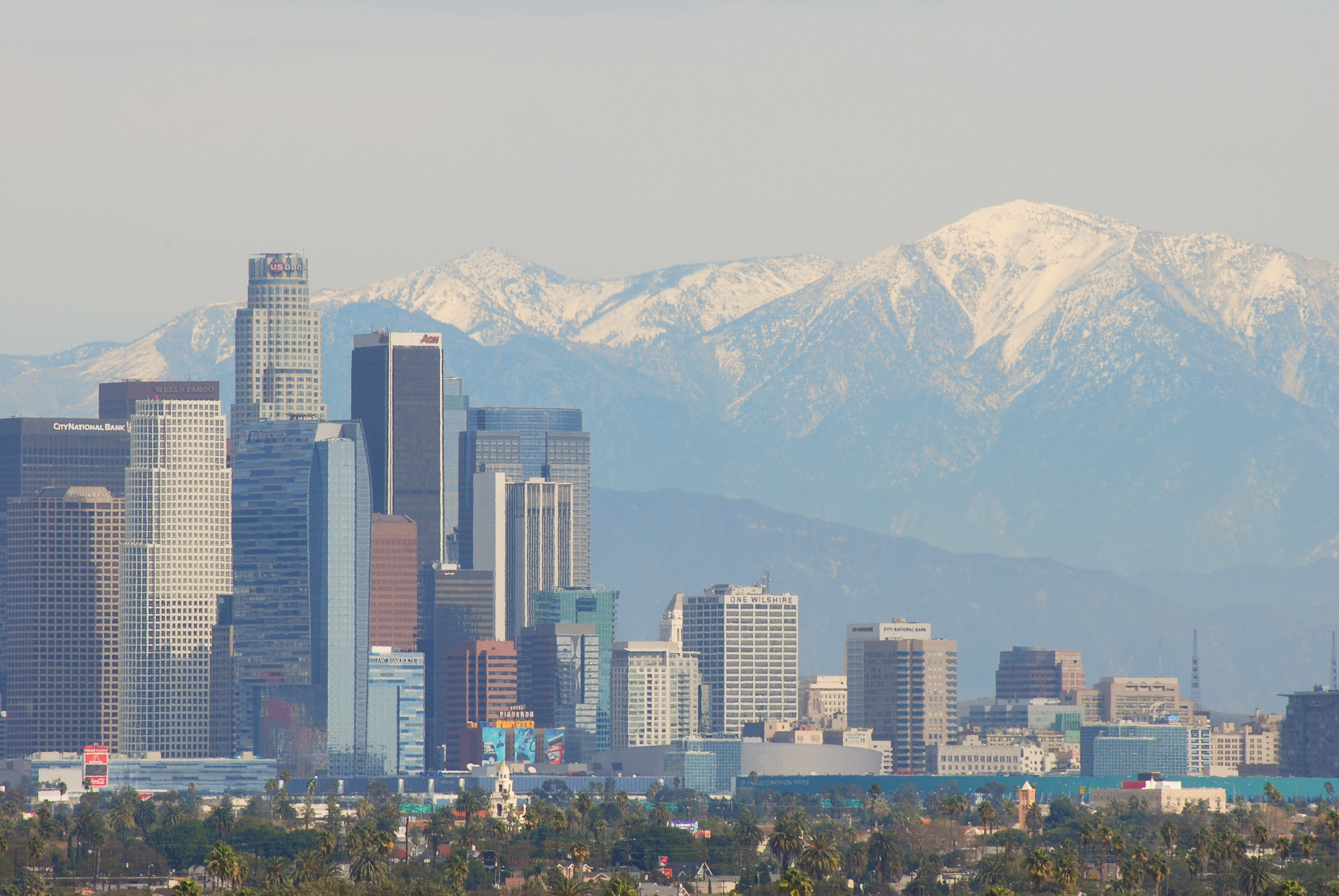
Los Angeles, a nona cidade mais populosa da América.

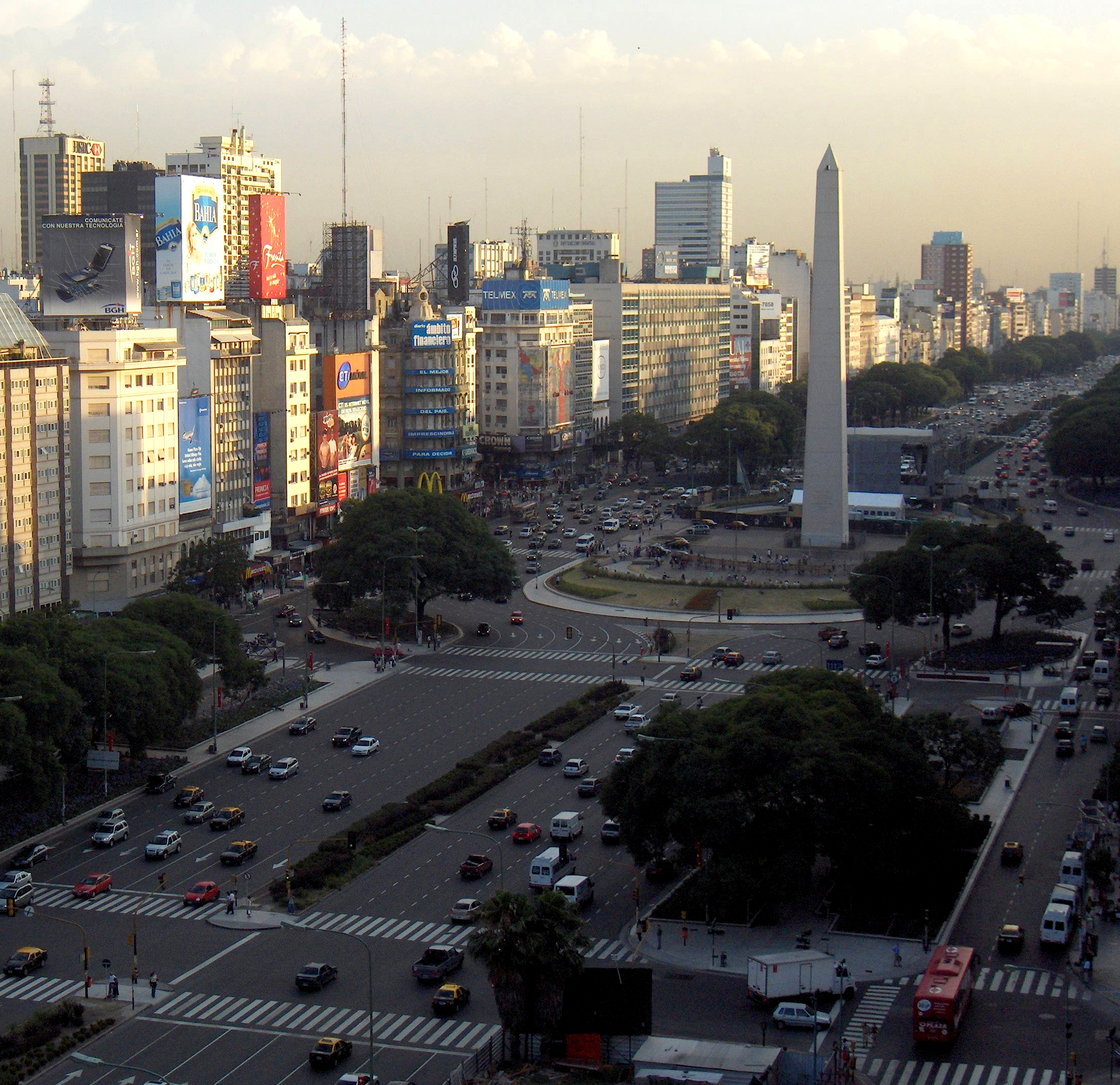
Buenos Aires, a décima cidade mais populosa da América.

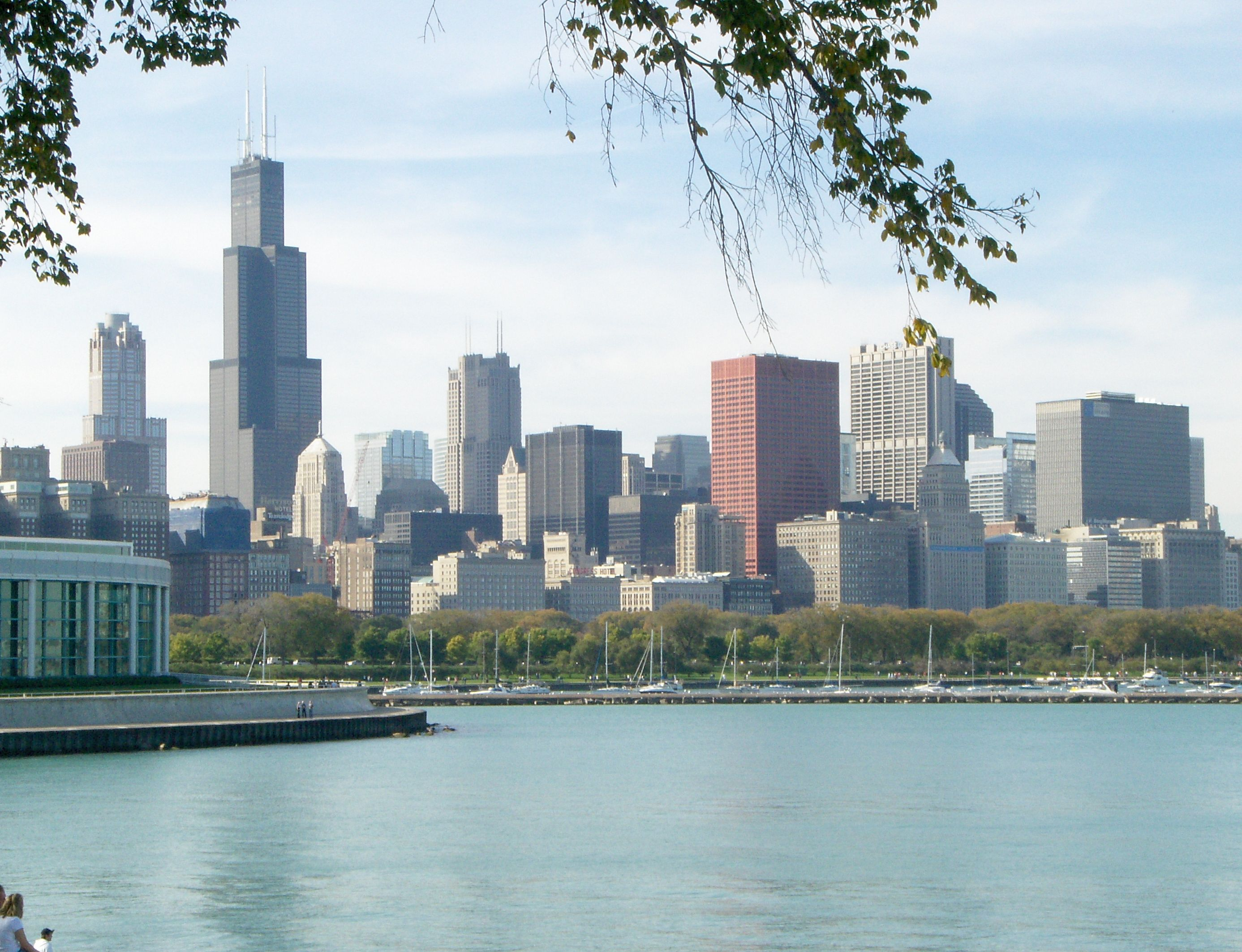
Chicago, a décima- primeira cidade mais populosa da América.

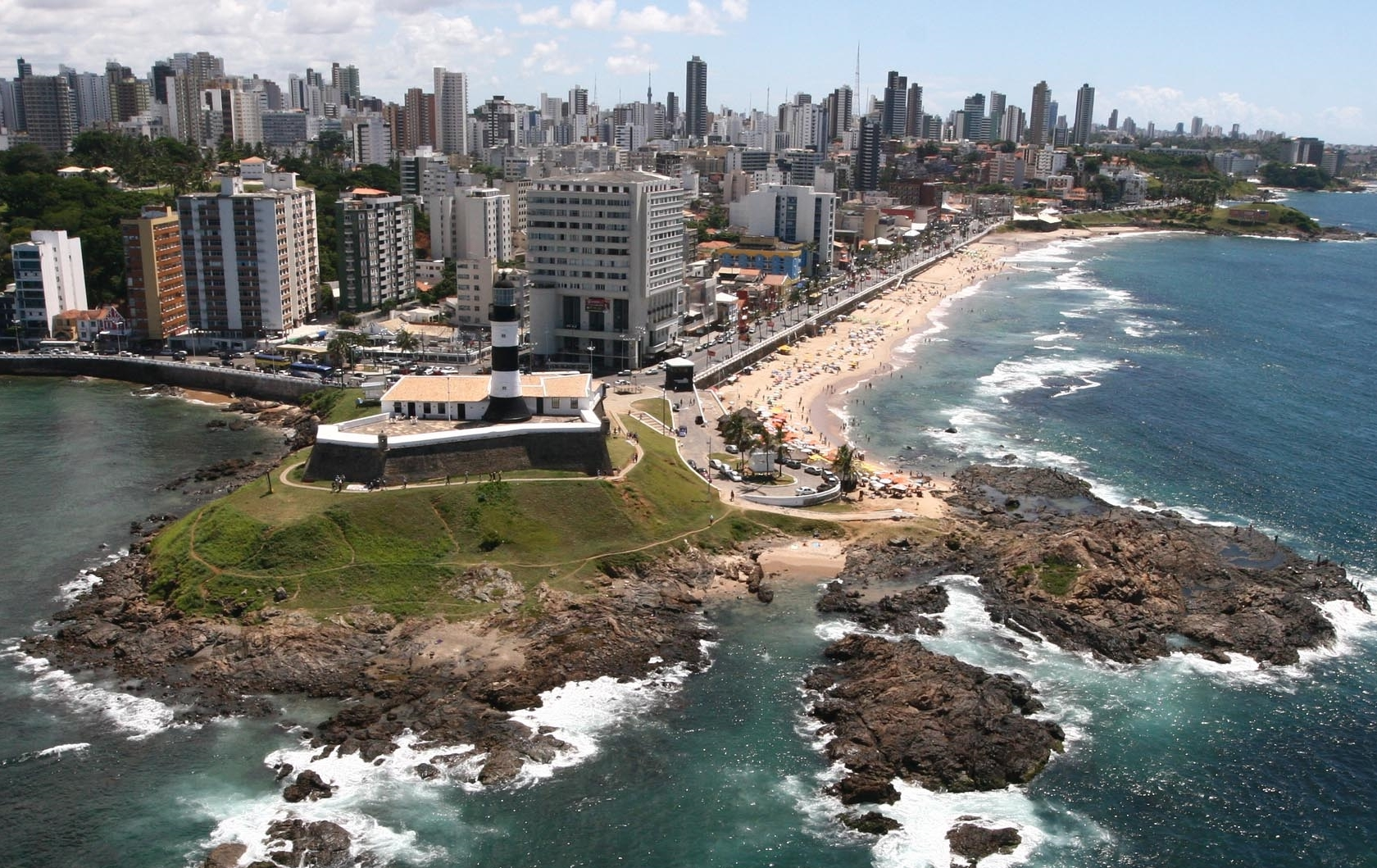
Salvador, a décima- segunda cidade mais populosa da América.

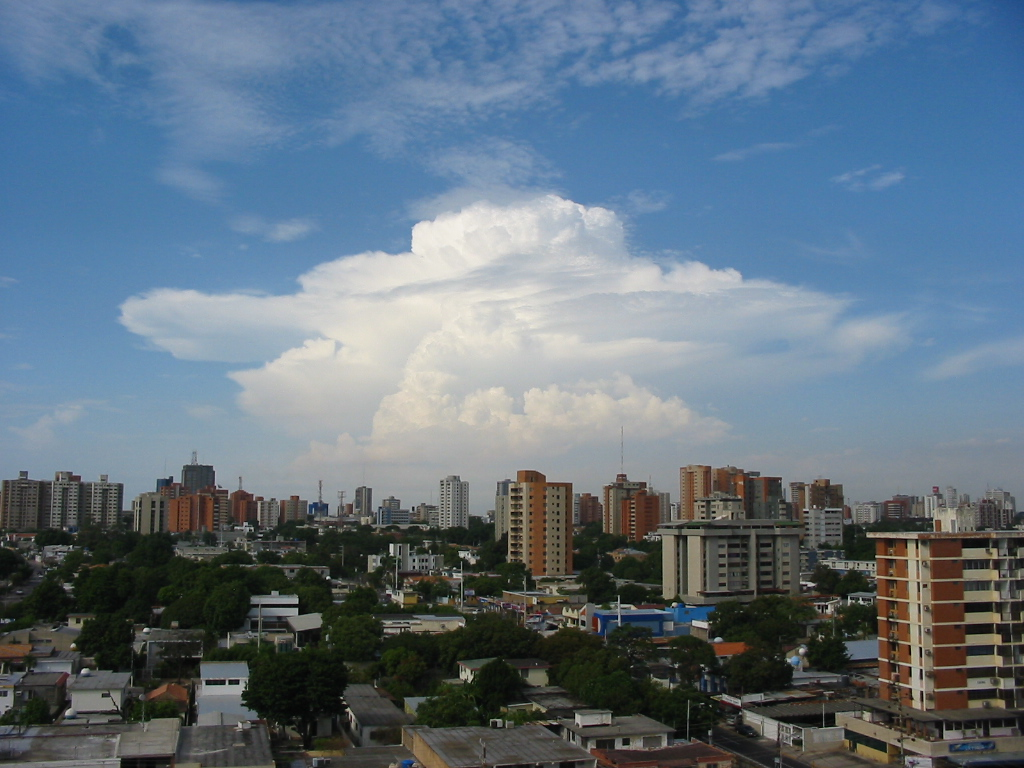
Maracaibo, a décima- terceira cidade mais populosa da América.

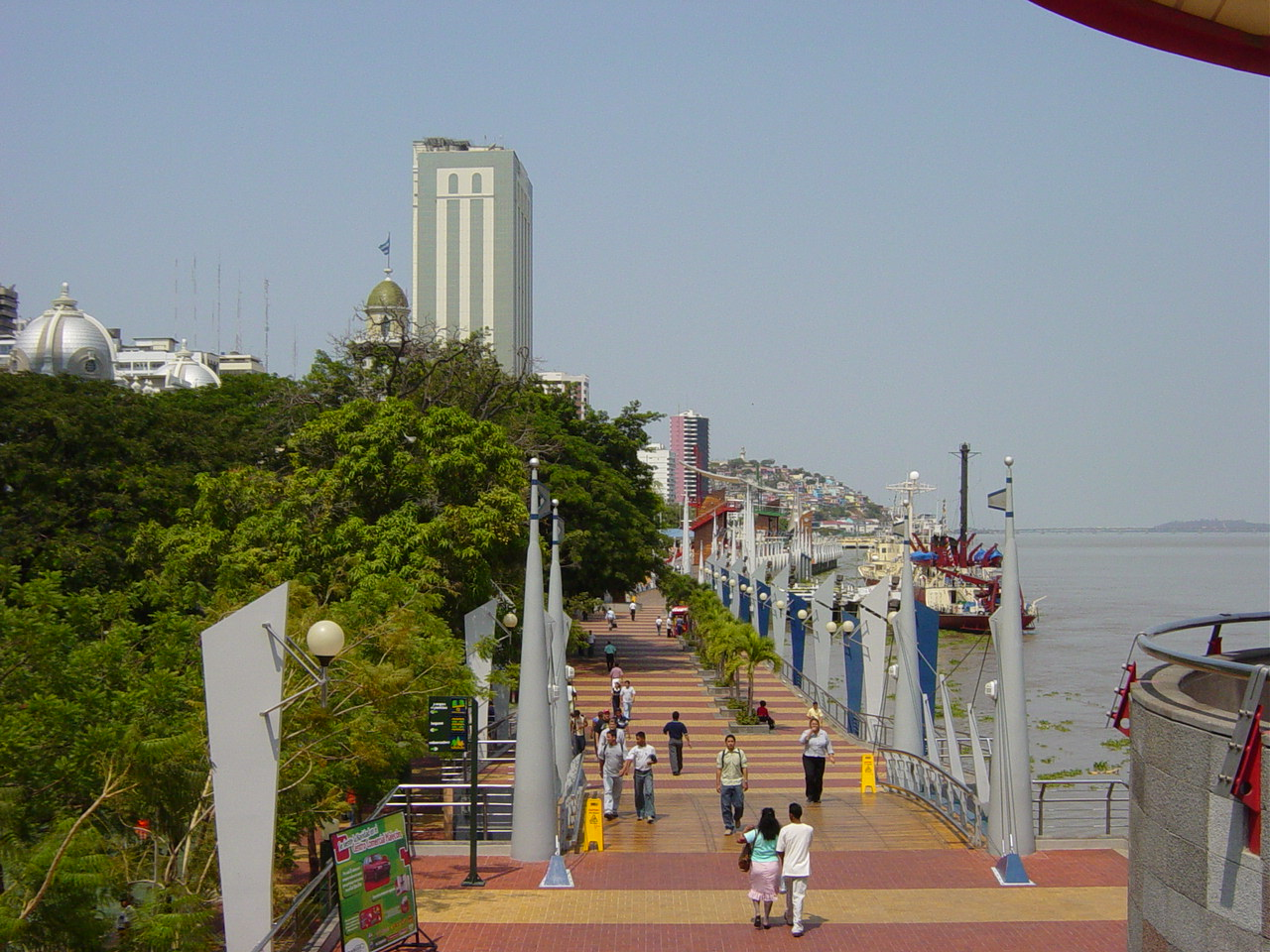
Guayaquil, a décima-quarta cidade mais populosa da América.

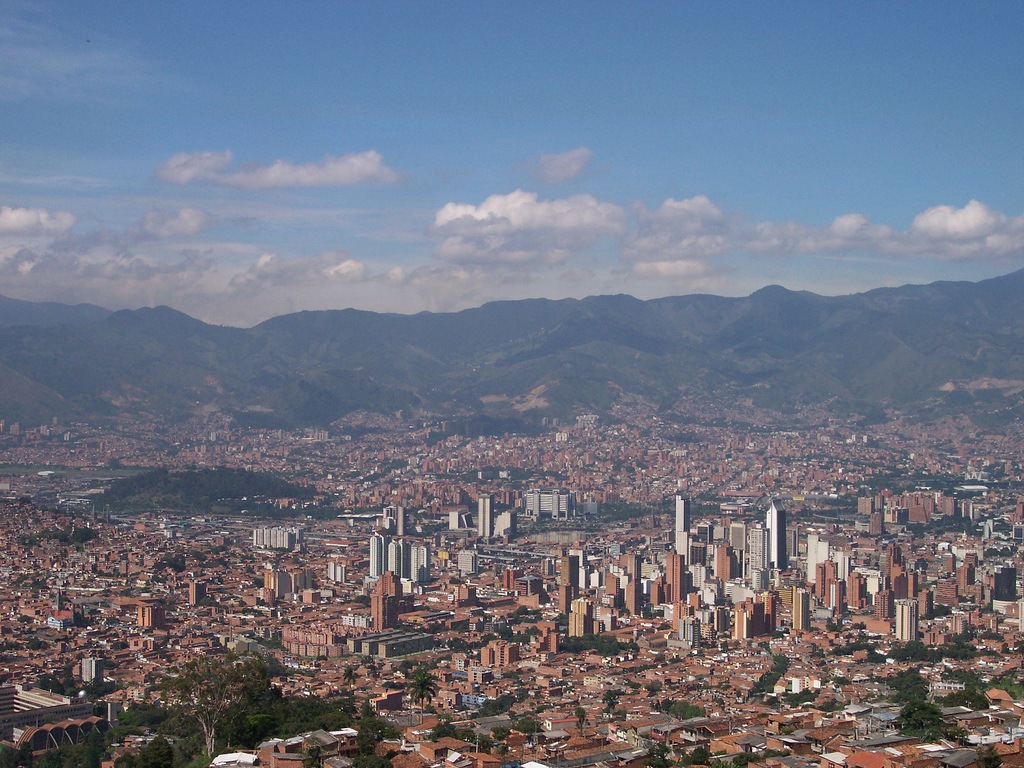
Medellín, a décima-sexta cidade mais populosa da América.

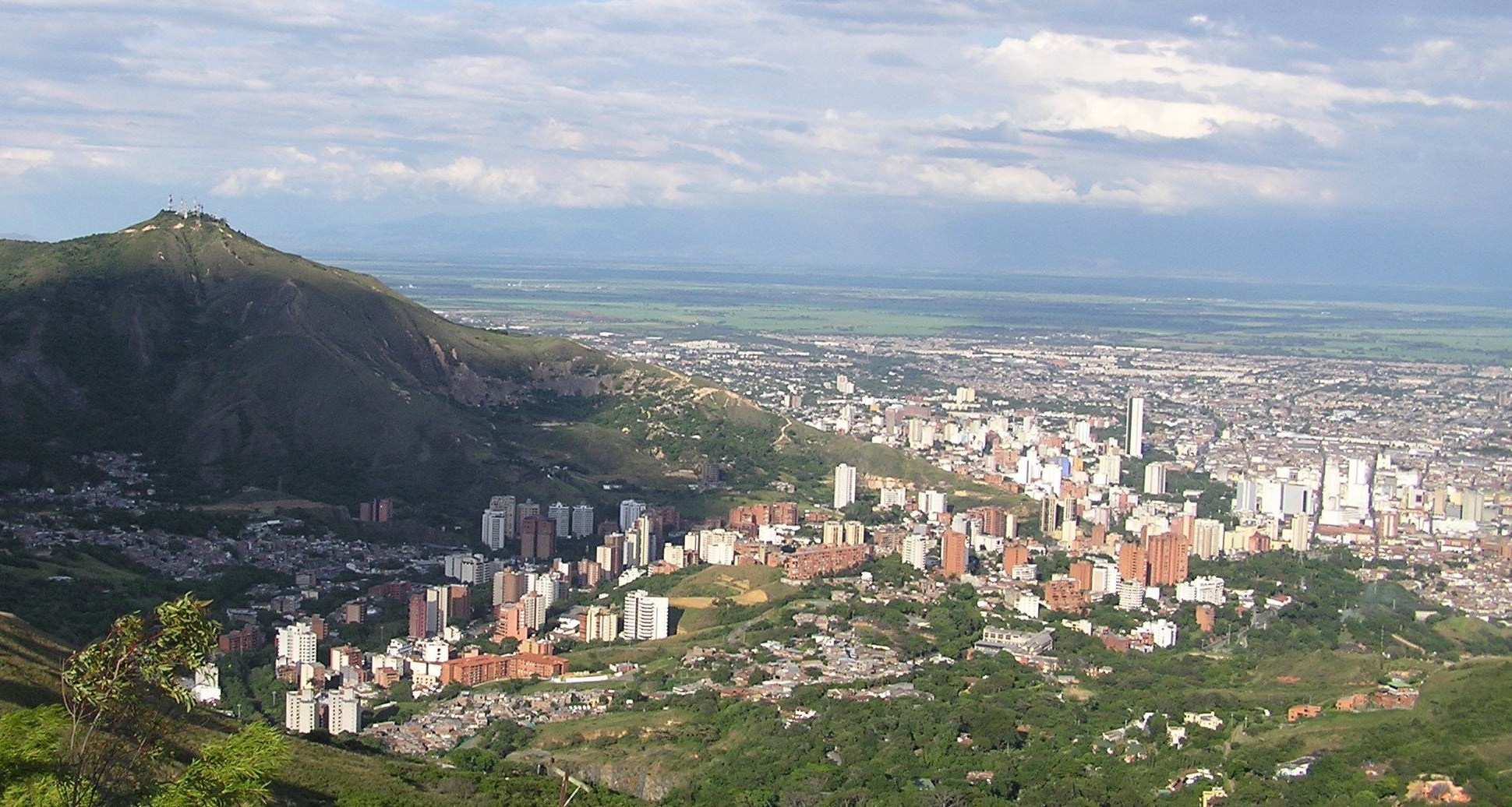
Cali, a décima-sétima cidade mais populosa da América.

Esta é uma lista das cem maiores cidades da América por população. As populações oficiais das cidades são definidas de acordo com o conceito de cidade propriamente dito, ou seja, o território contido nos limites geográficos da cidade. As populações dos municípios brasileiros estão atualizadas com dados do censo 2010 do IBGE.

## Mais de5 000 000
| Posição | Cidade           | População  | País           |
| ------- | ---------------- | ---------- | -------------- |
| 1       | São Paulo        | 11 451 245 | Brasil         |
| 2       | Lima             | 9 544 910  | Peru           |
| 3       | Cidade do México | 9 209 944  | México         |
| 4       | Nova Iorque      | 8 804 190  | Estados Unidos |
| 5       | Bogotá           | 7 403 192  | Colômbia       |
| 6       | Santiago         | 6 408 592  | Chile          |
| 7       | Rio de Janeiro   | 6 211 223  | Brasil         |
| 8       | Caracas          | 5 905 463  | Venezuela      |

## Entre2 000 000e5 000 000
| Posição | Cidade              | População  | País           |
| ------- | ------------------- | ---------- | -------------- |
| 9       | Los Angeles         | 3 792 621  | Estados Unidos |
| 10      | Brasília            | 2 817 381  | Brasil         |
| 11      | Buenos Aires        | 2 790 151  | Argentina      |
| 12      | Salvador            | 2 710 968* | Brasil         |
| 13      | Chicago             | 2 707 120  | Estados Unidos |
| 14      | Toronto             | 2 615 060  | Canadá         |
| 15      | Maracaibo           | 2 535 494  | Venezuela      |
| 16      | Fortaleza           | 2 500 194* | Brasil         |
| 17      | Belo Horizonte      | 2 479 175* | Brasil         |
| 18      | Guayaquil           | 2 440 127* | Equador        |
| 19      | Medellín            | 2 393 011  | Colômbia       |
| 20      | Santiago de Cali    | 2 244 639  | Colômbia       |
| 21      | Cidade da Guatemala | 2 149 107* | Guatemala      |
| 22      | Havana              | 2 135 498  | Cuba           |
| 23      | Houston             | 2 099 451  | Estados Unidos |
| 24      | Barranquilla        | 2 102 837  | Colômbia       |
| 25      | Manaus              | 2 057 311  | Brasil         |

## Entre1 500 000e2 000 000
| Posição | Cidade                   | População  | País           |
| ------- | ------------------------ | ---------- | -------------- |
| 26      | Quito                    | 1 842 201  | Equador        |
| 27      | Cidade do Panamá         | 1 813 097  | Panamá         |
| 28      | Valência                 | 1 785 202  | Venezuela      |
| 29      | Santa Cruz de la Sierra¹ | 1 756 926¹ | Bolívia        |
| 30      | Curitiba                 | 1 751 907  | Brasil         |
| 31      | Ecatepec                 | 1 687 549  | México         |
| 32      | Guadalajara              | 1 646 183  | México         |
| 33      | Córdoba                  | 1 613 211  | Argentina      |
| 34      | Montreal                 | 1 583 590  | Canadá         |
| 35      | Phoenix                  | 1 567 924  | Estados Unidos |
| 36      | Recife                   | 1 536 934  | Brasil         |

## Entre1 000 000e1 500 000
| Posição | Cidade                     | População  | País                 |
| ------- | -------------------------- | ---------- | -------------------- |
| 37      | Puebla                     | 1 485 941  | México               |
| 38      | Tijuana                    | 1 454 892  | México               |
| 39      | Filadélfia                 | 1 447 395  | Estados Unidos       |
| 40      | Belém                      | 1 437 600  | Brasil               |
| 41      | Barquisimeto               | 1 437 216  | Venezuela            |
| 42      | Porto Alegre               | 1 436 123  | Brasil               |
| 43      | Ciudad Juárez              | 1 409 891  | México               |
| 44      | Manágua                    | 1 401 284  | Nicarágua            |
| 45      | San Antonio¹               | 1 373 668¹ | Estados Unidos       |
| 46      | San Diego¹                 | 1 359 132¹ | Estados Unidos       |
| 47      | Santiago de los Caballeros | 1 346 064  | República Dominicana |
| 48      | Montevidéu¹                | 1 336 878¹ | Uruguai              |
| 49      | Rosário                    | 1 325 090  | Argentina            |
| 50      | Porto Príncipe             | 1 321 522  | Haiti                |
| 51      | Goiânia                    | 1 301 892  | Brasil               |
| 52      | Guarulhos                  | 1 299 283  | Brasil               |
| 53      | Dallas                     | 1 279 910  | Estados Unidos       |
| 54      | Léon                       | 1 278 087  | México               |
| 55      | Tegucigalpa                | 1 251 309  | Honduras             |
| 56      | Cartagena                  | 1 239 430  | Colômbia             |
| 57      | Arequipa                   | 1 223 074  | Peru                 |
| 58      | El Alto¹                   | 1 184 392¹ | Bolívia              |
| 59      | Zapopan                    | 1 155 796  | México               |
| 60      | Nezahualcóyotl             | 1 136 568  | México               |
| 61      | Monterrey                  | 1 133 814  | México               |
| 62      | Mendoza                    | 1 109 104  | Argentina            |
| 63      | Campinas                   | 1 064 669  | Brasil               |
| 64      | San Pedro Sula¹            | 1 024 182¹ | Honduras             |
| 65      | Calgary                    | 1 019 942  | Canadá               |
| 66      | São Luís                   | 1 011 943  | Brasil               |
| 67      | São Gonçalo                | 1 008 064  | Brasil               |

## Entre700 000e1 000 000
| Posição | Cidade                | População | País                 |
| ------- | --------------------- | --------- | -------------------- |
| 68      | San Jose              | 964 695   | Estados Unidos       |
| 69      | La Plata              | 957 834   | Argentina            |
| 70      | Santo Domingo         | 965,040   | República Dominicana |
| 71      | Ciudad Guayana        | 940 477   | Venezuela            |
| 72      | Concepción            | 936 651   | Chile                |
| 73      | Maceió                | 932 608   | Brasil               |
| 74      | Cúcuta                | 918 942   | Colômbia             |
| 75      | Edmonton              | 912 391   | Canadá               |
| 76      | Detroit               | 910 920   | Estados Unidos       |
| 77      | La Paz¹               | 905 480¹  | Bolívia              |
| 78      | Tucumán               | 903 129   | Argentina            |
| 79      | Duque de Caxias       | 872 762   | Brasil               |
| 80      | Nova Iguaçu           | 865 089   | Brasil               |
| 81      | Ottawa                | 859 704   | Canadá               |
| 82      | Mexicali              | 855 962   | México               |
| 83      | Maracay               | 854 342   | Venezuela            |
| 84      | Teresina              | 830 231   | Brasil               |
| 85      | Chihuahua             | 825 327   | México               |
| 86      | Naucalpan             | 821 442   | México               |
| 87      | Trujillo              | 820 019   | Peru                 |
| 88      | Natal                 | 817 590   | Brasil               |
| 89      | Jacksonville¹         | 813 518¹  | Estados Unidos       |
| 90      | São Bernardo do Campo | 810 979   | Brasil               |
| 91      | São Francisco         | 808 977   | Estados Unidos       |
| 92      | Indianápolis          | 807 584   | Estados Unidos       |
| 93      | Querétaro             | 804 663   | México               |
| 94      | Culiacán              | 793 730   | México               |
| 95      | Santo Domingo Este    | 787 129   | República Dominicana |
| 96      | Campo Grande          | 786 797   | Brasil               |
| 97      | Austin                | 786 382   | Estados Unidos       |
| 98      | Columbus              | 754 885   | Estados Unidos       |
| 99      | João Pessoa           | 742 478   | Brasil               |
| 100     | Fort Worth            | 727 575   | Estados Unidos       |

- ¹ Dados de 2010

## Número de cidades por país
Em negrito, a capital nacional.
| Posição | País                 | Cidades | Maior                   |
| ------- | -------------------- | ------- | ----------------------- |
| 1       | Brasil               | 24      | São Paulo               |
| 2       | Estados Unidos       | 17      | Nova Iorque             |
| 3       | México               | 15      | Cidade do Mexico        |
| 4       | Argentina            | 6       | Buenos Aires            |
| 4       | Colômbia             | 6       | Bogotá                  |
| 4       | Venezuela            | 6       | Caracas                 |
| 7       | Canadá               | 5       | Toronto                 |
| 8       | Peru                 | 3       | Lima                    |
| 8       | Bolívia              | 3       | Santa Cruz de la Sierra |
| 8       | República Dominicana | 3       | Santo Domingo           |
| 11      | Chile                | 2       | Santiago                |
| 11      | Equador              | 2       | Guaiaquil               |
| 11      | Honduras             | 2       | Tegucigalpa             |
| 14      | Cuba                 | 1       | Havana                  |
| 14      | Guatemala            | 1       | Cidade da Guatemala     |
| 14      | Haiti                | 1       | Porto Príncipe          |
| 14      | Nicarágua            | 1       | Manágua                 |
| 14      | Panamá               | 1       | Cidade do Panamá        |
| 14      | Uruguai              | 1       | Montevidéu              |